# Chocolaterie Rosmeulen
La antigua fábrica de chocolate Rosmeulen (en holandés : Fabriek Rosmeulen ) es un edificio industrial de estilo Art Nouveau construido entre 1904 y 1909 por Florent Rosmeulen y Clément Pirnay en Nerem en el municipio de Tongres en Bélgica. Es uno de los pocos edificios Art Nouveau de esta provincia.
Está ubicado en Nerem en Neremstraat, en las inmediaciones de la desaparecida antigua estación de Nerem.

## Historia

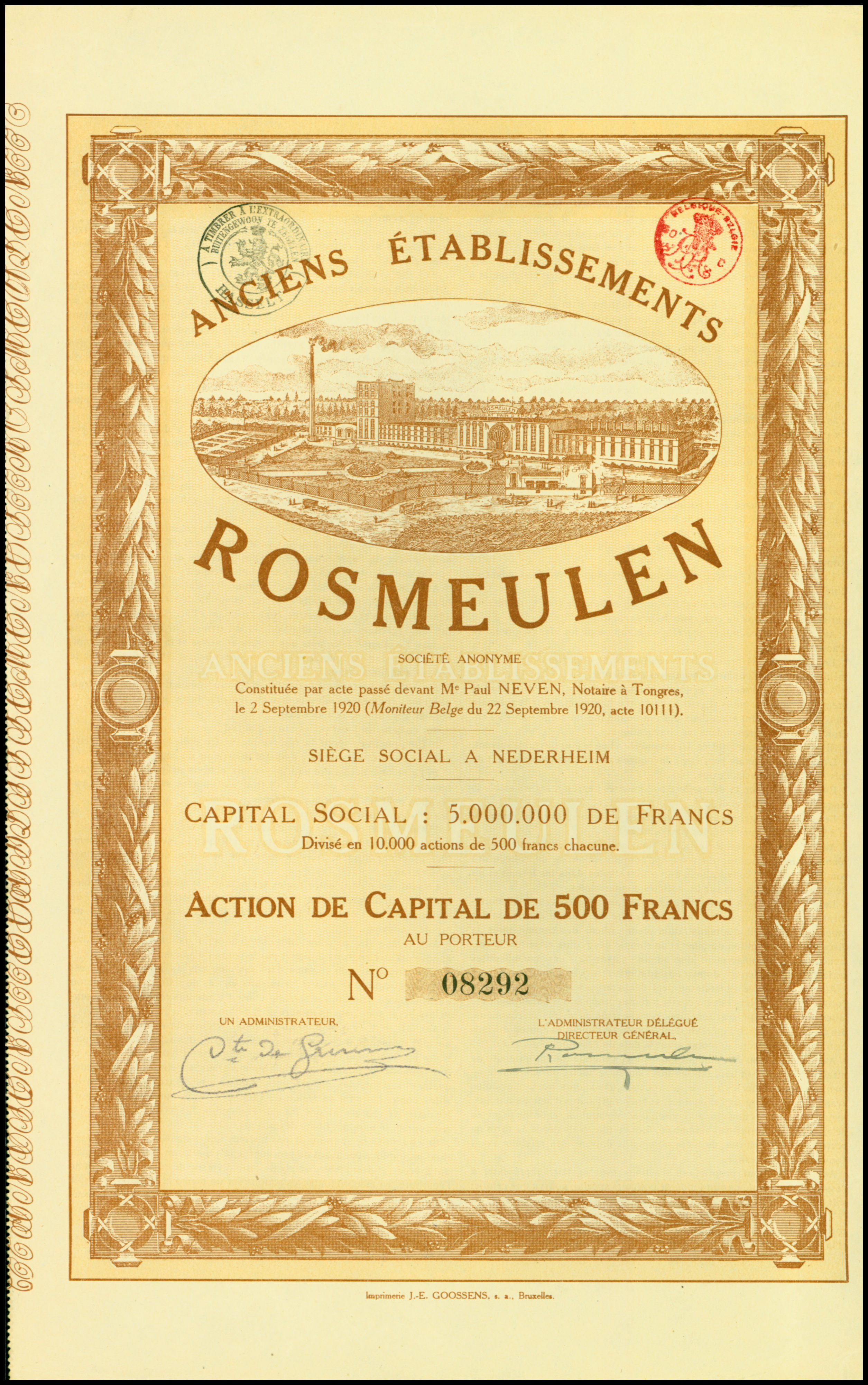
Acción de los Antiguos Establecimientos de Rosmeulen del 22 de septiembre de 1922

Fue fundada en 1909 por Florent Rosmeulen, un chocolatero de Verviers pero originario de la región. Él mismo dibujó los planos en colaboración con el arquitecto de Lieja Clément Pirnay para los detalles técnicos, siendo la fábrica de chocolate Rosmeulen uno de los primeros edificios en Bélgica para los que se utilizó hormigón armado.
Inicialmente, era una fábrica de chocolates que empleaba a un centenar de personas. El 9 de septiembre de 1920 se fundó la "SA de los antiguos establecimientos de Rosmeulen". La crisis mundial de la década de 1930 golpeó duramente a la empresa, a pesar de una reorganización en 1933, se produjo la quiebra en 1934. La fábrica funcionó hasta 1934 y luego fue ocupada por el ejército belga, las fuerzas de ocupación alemanas y las tropas de liberación estadounidenses. En 1948 se instaló en el edificio una fábrica de telares, luego, en 1972, una fábrica de peltre y, en 1976, un centro de arte. Parte del edificio también se transforma en lofts con construcciones nuevas que datan del siglo XXI.

## Descripción
Es un edificio industrial de ladrillo rojo de unos 170 m de longitud es especialmente digno de su entrada monumental representada por un enorme rosetón en arco de herradura decorado con vidrieras bicolores. Este arco de herradura está rodeado por un friso que representa una rama vegetal salpicada de granos de cacao y que conduce a una ardilla, emblema de la marca Rosmeulen. Este friso forma un arco quebrado.
Está incluido en el inventario del patrimonio inmobiliario (Inventaris onroerend erfgoed) de la ciudad de Tongeren desde el 5 de octubre de 2009.

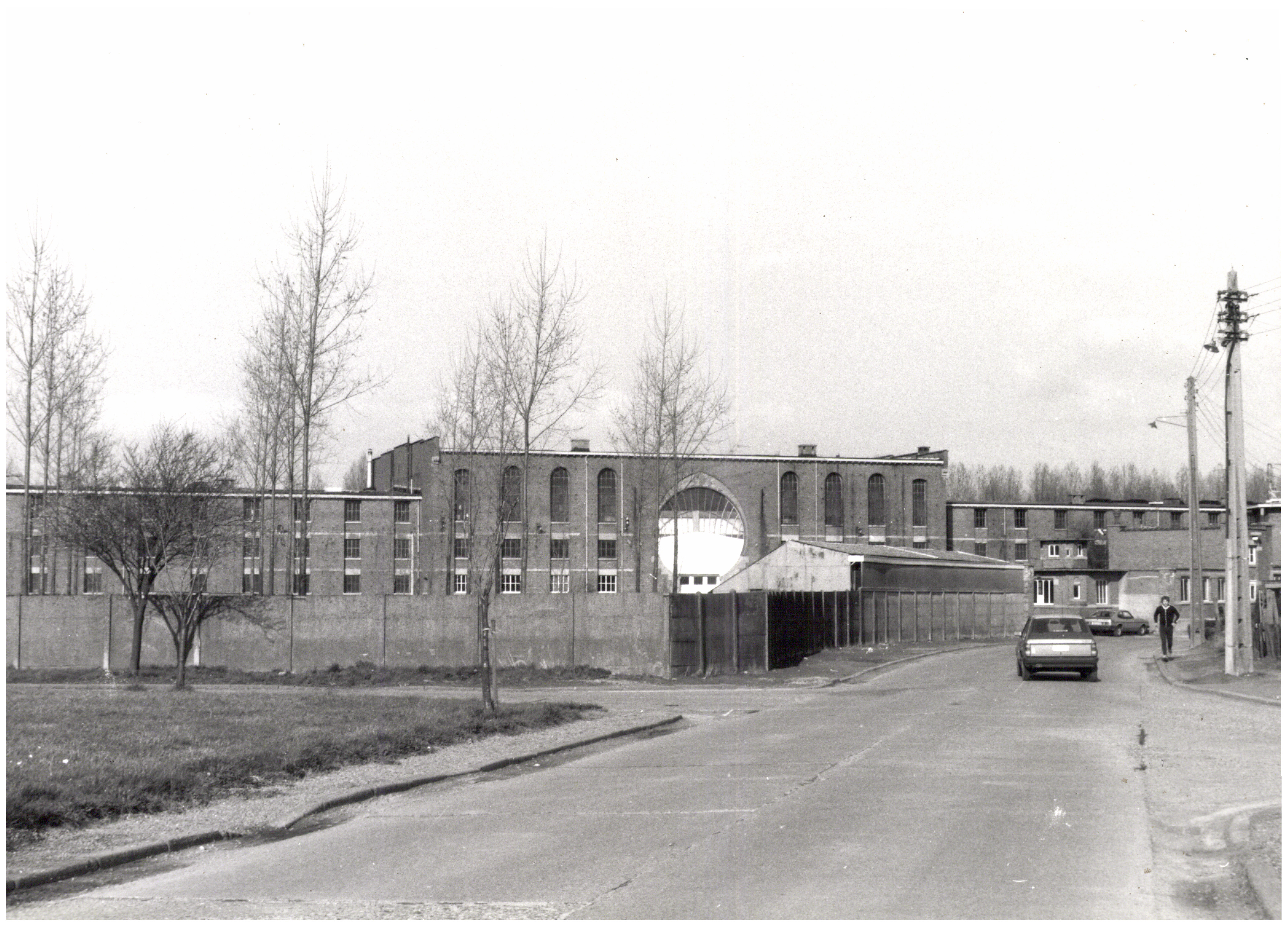
Resumen (1980).
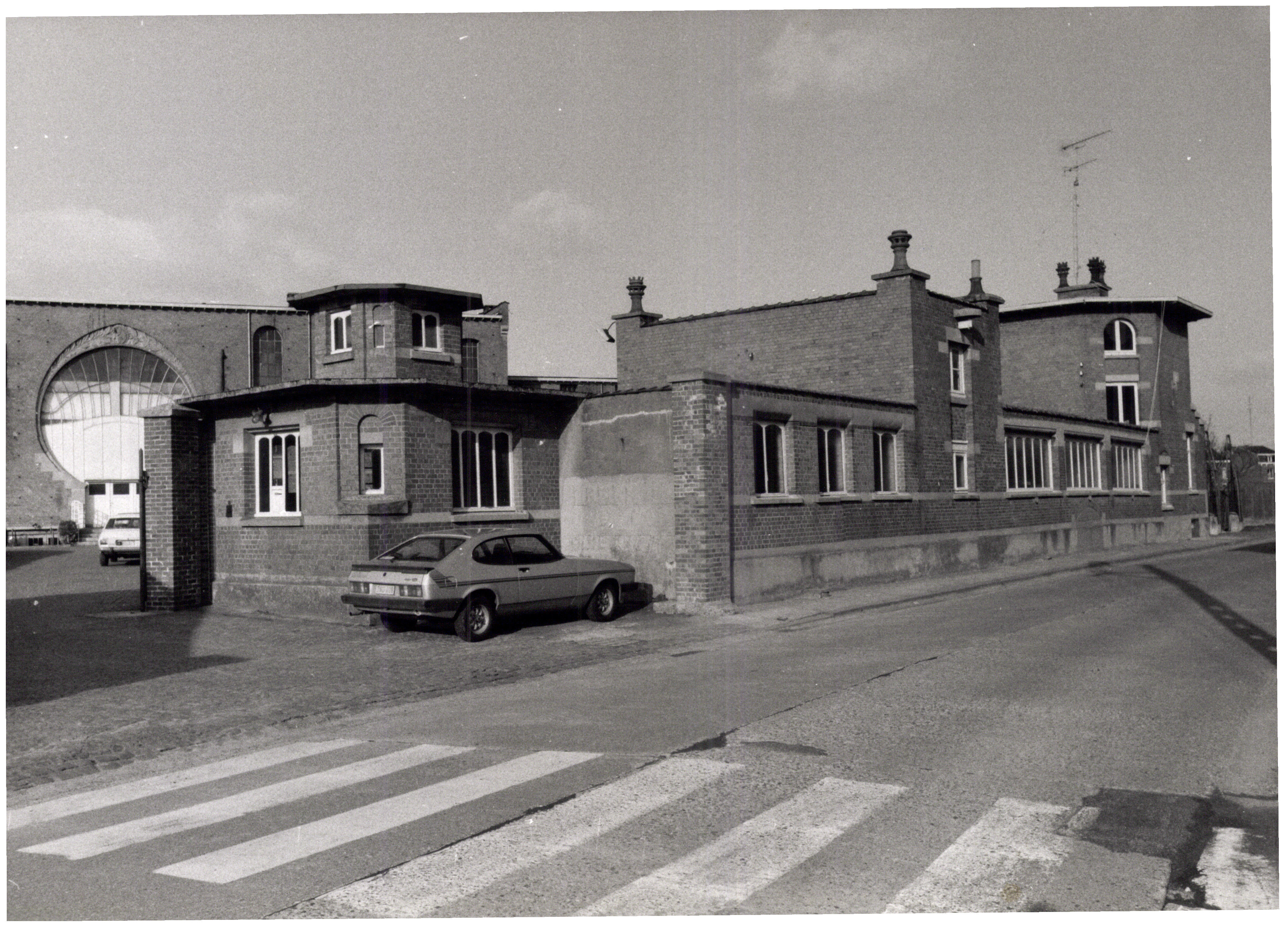
Intro.
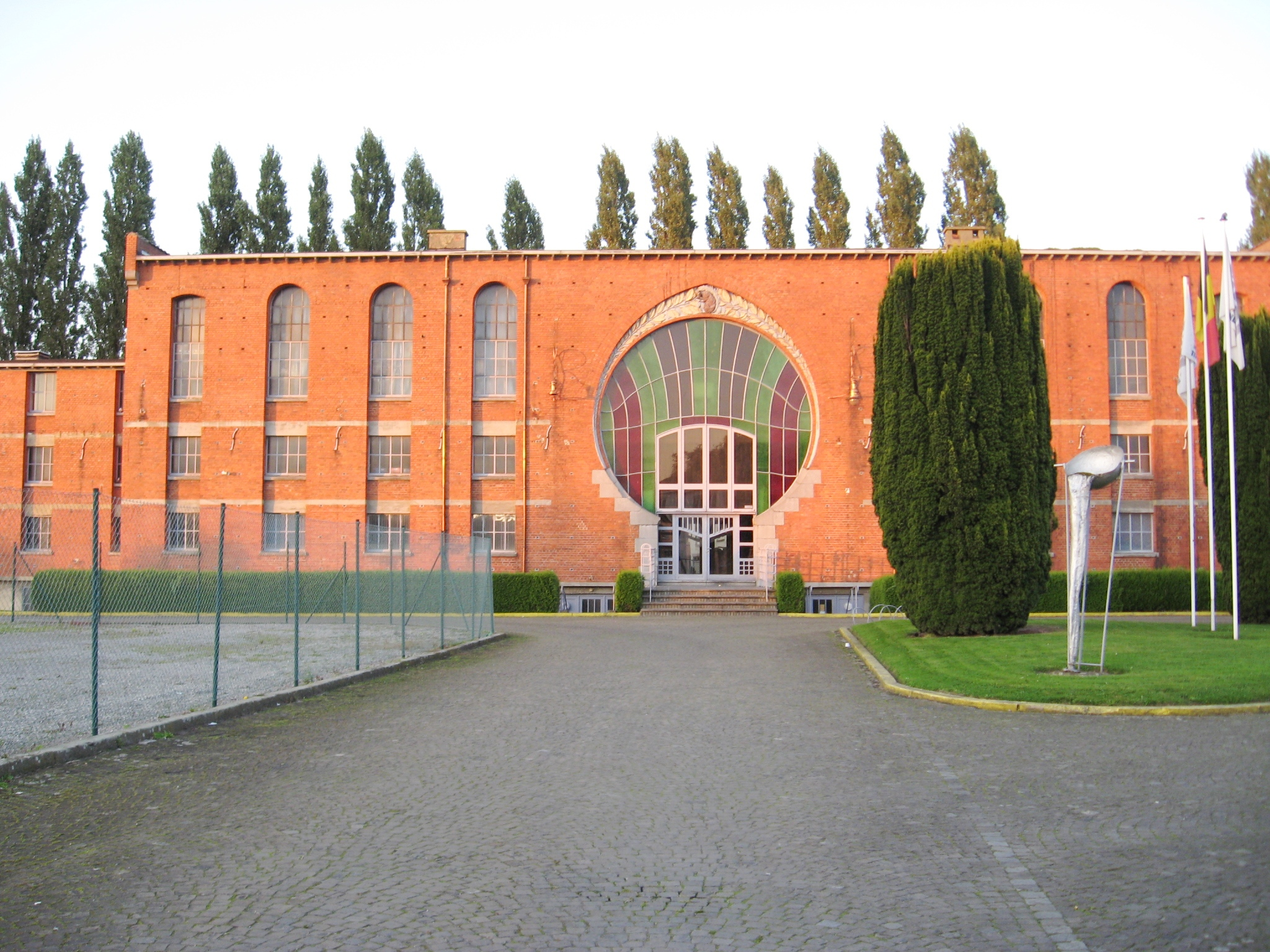
2007.
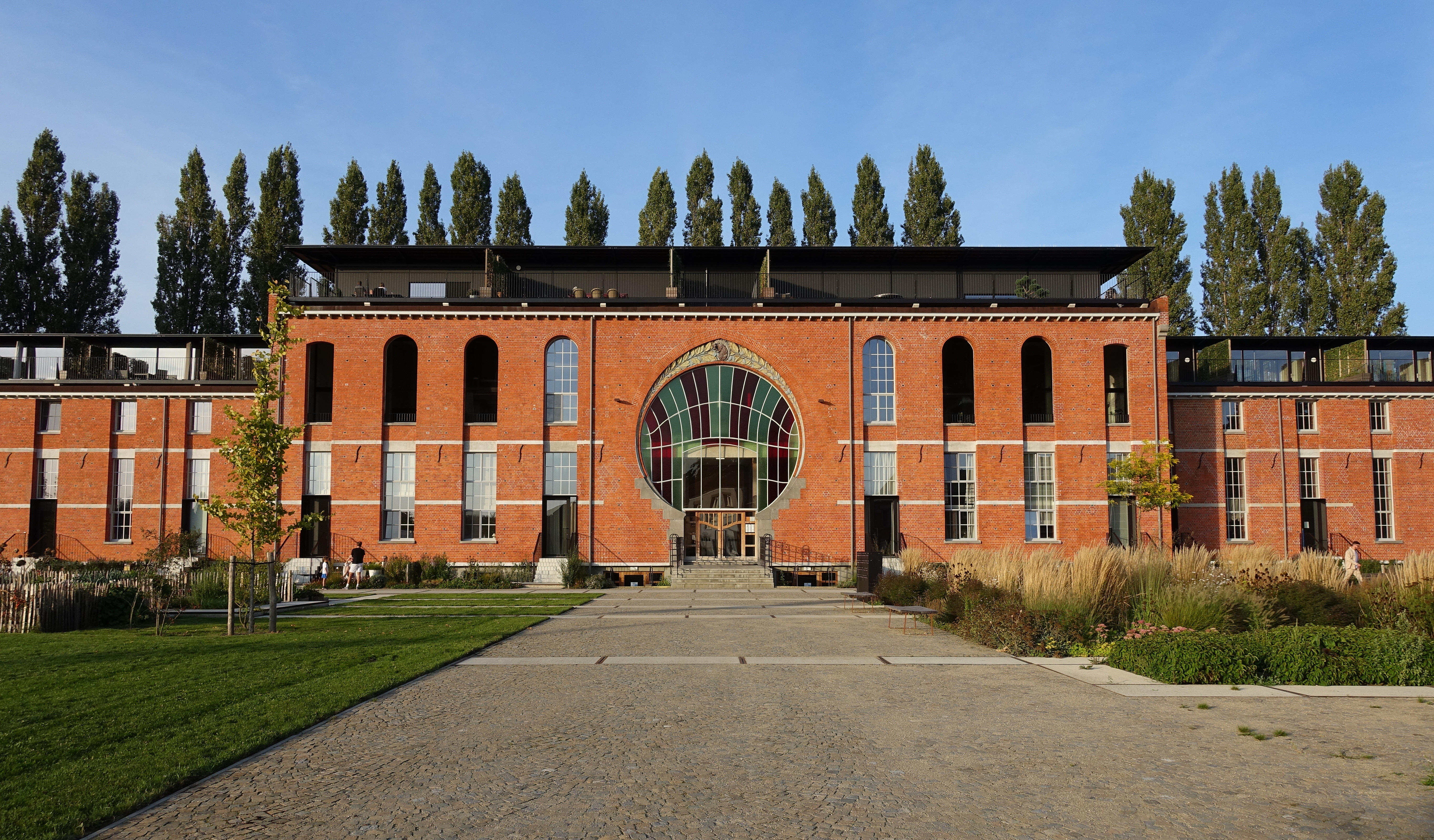
2020.
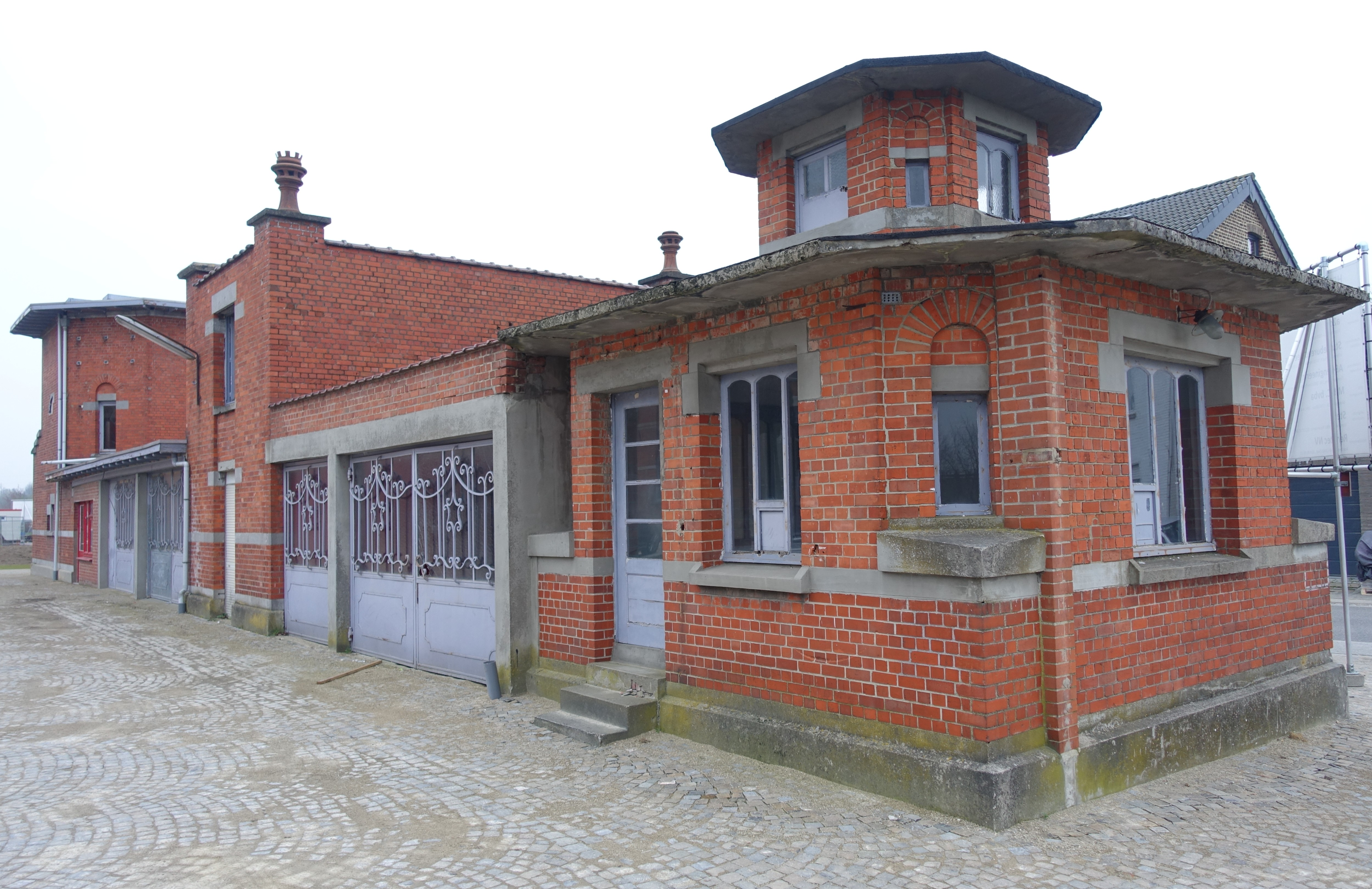
Conserjería.
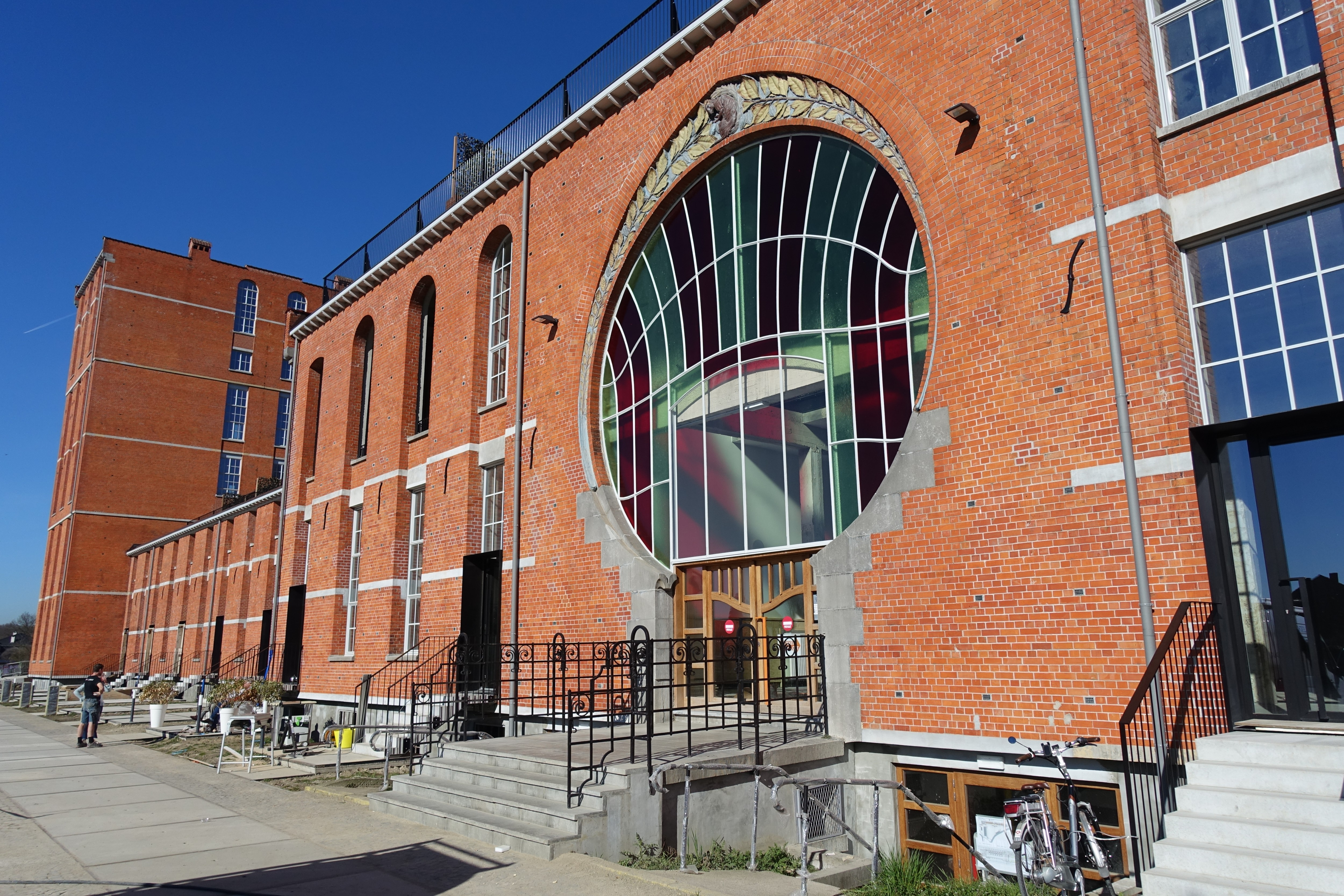
Espacio cultural.